# Гагарін Андрій Петрович
Андрій Петрович Гагарін (9 липня 1934, Ленінград — 30 січня 2011, Меріленд, США) — спеціаліст у галузі квантової електроніки та фізичної оптики, професор (1997), доктор фізико-математичних наук (1999). Голова правління Санкт-Петербурзьких губернських Дворянських Зборів (1994—2011). За походженням князь із роду Гагаріних, Рюрикович.

## Біографія
Андрій Петрович Гагарін народився 9 липня 1934 року у Ленінграді. Його батько, князь Петро Андрійович Гагарін [http://russiannobility.org/2022/05/24/in-memoriam-metropolitan-hilarion-kapral/], молодший син Андрія Григоровича Гагаріна, першого директора Петербурзького політехнічного інституту, працював старшим проектувальником інституту Гіпрошахт. 1937 року Петра Андрійовича було заарештовано, засуджено за 58-ю статтею і на початку 1938 року розстріляно. Згодом, 1965 року, реабілітований.
Основним напрямом наукової роботи А. П. Гагаріна було дослідження взаємодії потужного лазерного випромінювання із конденсованими середовищами. На початку 70-х років під його керівництвом було створено лазерну установку з унікальними для свого часу параметрами та вимірювальний комплекс для неї. Використання знову отриманих експериментальних можливостей дозволило А. П. Гагаріну провести широкий комплекс робіт з дослідження явищ, що виникають при великомасштабному впливі лазерного випромінювання на метали та оптичні стекла, і отримати низку нових результатів. Зокрема, їм виявлено та вивчено ефект виборчого окислення металів під дією лазерного випромінювання та парофазний механізм утворення окисних плівок при окисленні деяких металів у результаті їх нагрівання моноімпульсним лазерним випромінюванням в атмосфері. Ним досліджено динаміку початкових стадій та механізми розвитку поверхневого оптичного пробою стекол лазерним випромінюванням.